# Šumadija

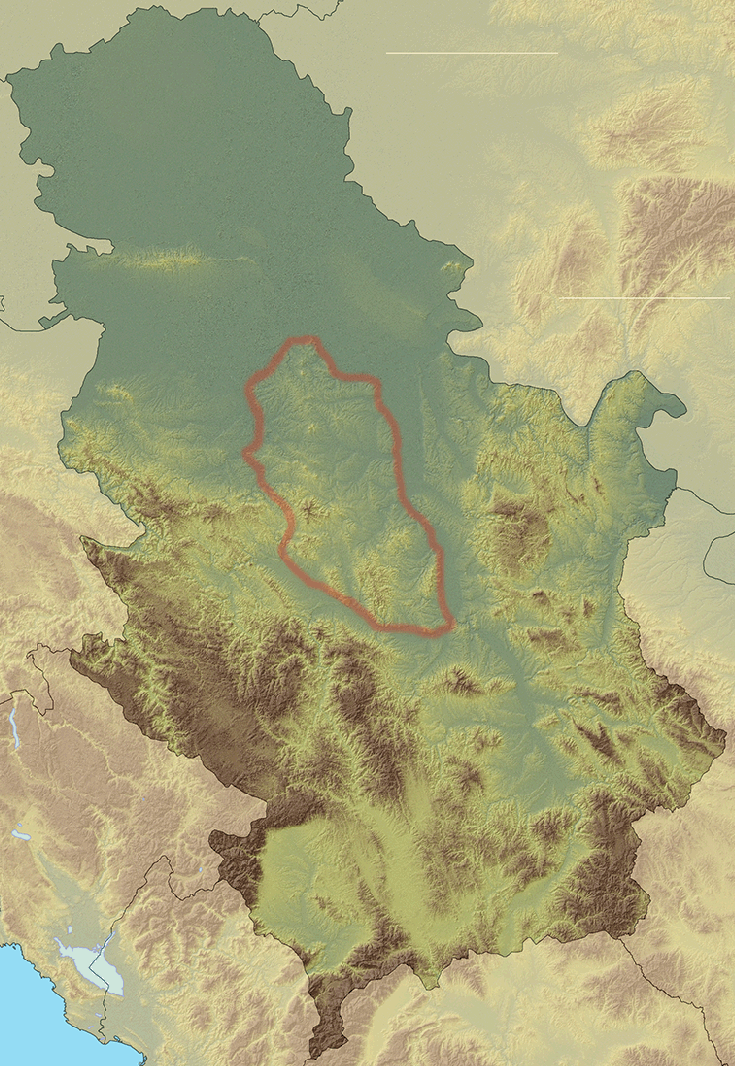
Harta reliefului Serbiei cu regiunea Šumadija în centru.

Šumadija este o regiune geografică în partea centrală a Serbiei. Zona a fost odinioară acoperită de suprafețe întinse de păduri, de unde vine și numele acesteia (šuma însemnând ”pădure”). Orașul Kragujevac este centrul regiunii, dar și centrul administrativ al districtului Šumadija din cadrul regiunii statistice Šumadija și Serbia de Vest.
Regiunea este foarte fertilă și este cunoscută pentru producția ei extensivă de fructe (mere, struguri, prune etc.).

## Etimologia
Šumadija și-a primit numele de la pădurile dense și de nestrăbătut care acopereau regiunea, în special pe parcursul sec. XVI-XVII. Aceste păduri s-au păstrat până la începutul sec. XIX, fiind menționate nu o singură dată în literatură și tradiția orală. Bertrandon de la Broquière (1400–1459), vizitator al Serbiei, ”trecu prin păduri foarte mari” pe drumul de la Palanka spre Belgrad. În timpul domniei lui Miloš Obrenović (1817–1839), Serbia era acoperită de păduri dense prin care ”nimeni nu putea să meargă pe jos, darămite pe cal”. Când Alphonse de Lamartine a întreprins o călătorie în Serbia (1833), acestea l-au făcut să se simtă ”de parcă ar fi fost în mijlocul pădurilor nord-americane”. În satele Jasenica s-au transmis pe cale orală texte care afirmau că ”pretutindeni erau păduri pustii și coloniștii își chemau rudele să vină și să ocupe pământ atât cât vor ei... pădurile trebuiau tăiate și arse timp de ani la rând... erau așa de impenetrabile încât puteai să mergi zile întregi fără să vezi lumina soarelui”.
Locuitorii regiunii au primit demonimul šumadinci, termen folosit pentru a descrie locuitorii dintre Morava la est, Kolubara la vest și munții Crni Vrh, Kotlenik și Rudnik la sud-est, sud și respectiv sud-vest.

## Geografie

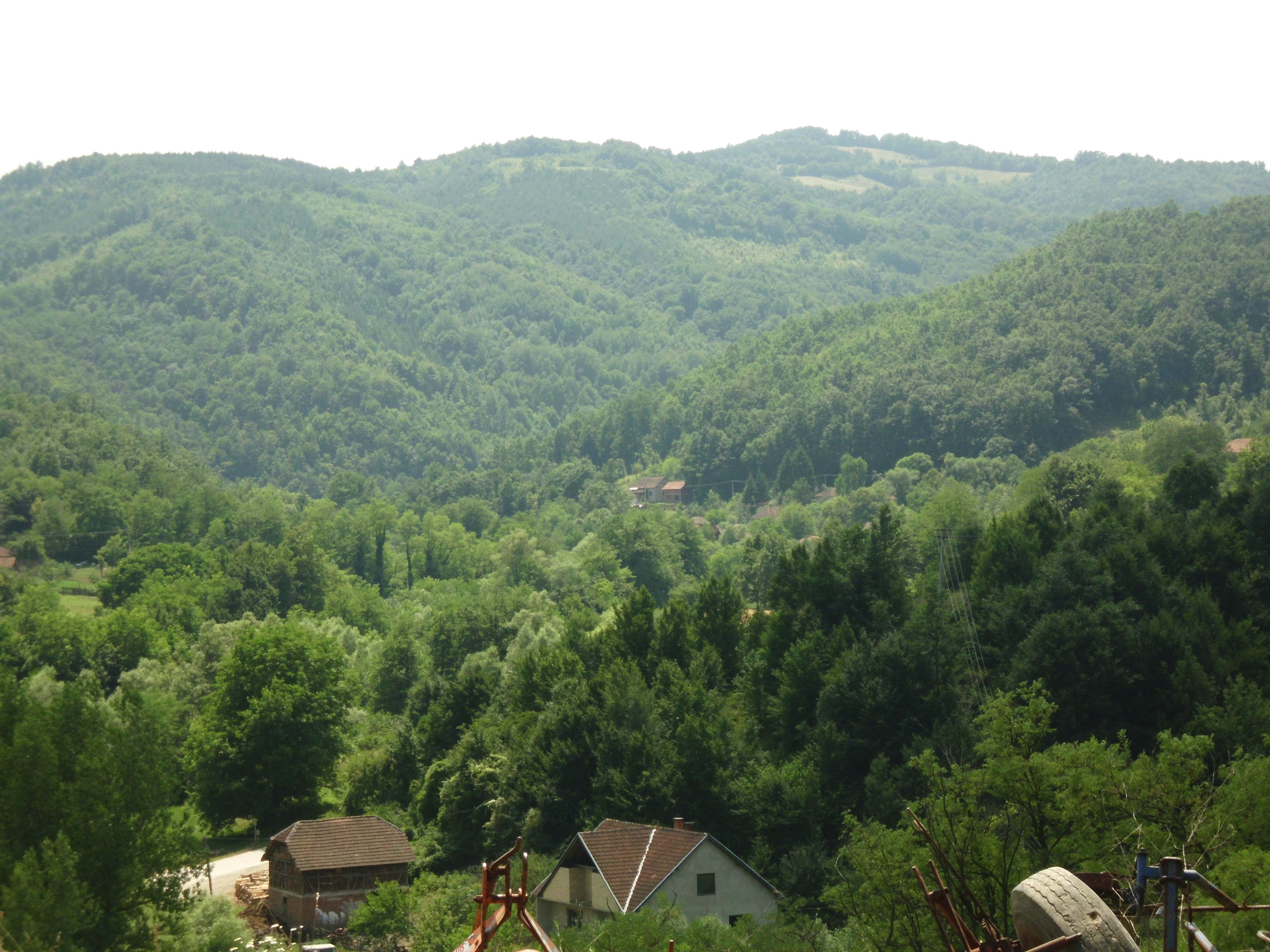
Munții Gledić în sudul regiunii Šumadija.

Šumadija este amplasată între râurile Sava și Dunărea la nord, râul Velika Morava la est, râul Morava de Vest la sud, și Kolubara, Ljig și Dičina la vest. Potrivit unor interpretări (de exemplu cele ale fiziologului J. Cvijić și ale etnologului J. Erdeljanović), granița de nord a regiunii era situată între muntele Avala și muntele Kosmaj. Conform acestei teorii capitala Serbiei, Belgrad, nu poate aparține la Šumadija.
Šumadija centrală este bine cunoscută datorită horticulturii sale bogate, cu roade considerabile de prune, mere, pere, caise, piersici, nuci, cireșe, căpșune și zmeură.
Structura geologică a regiunii include formațiuni bogate în uraniu, cum ar fi masivul granitic Brajkovac, și în roci vulcanice la Medvednjak, Rudnik și Borač, și acestea cu o concentrație înaltă de uraniu și thoriu.

## Istorie

### Preistorie
În Šumadija sunt larg răspândite siturile arheologice ale culturilor neolitice Starčevo și Vinča (5500-4500 a.Chr.). În toată zona centrală a regiunii Šumadija sunt prezente așezări ale fazei târzii Starčevo. Peștera Risovača este considerată unul dintre cele mai importante situri arheologice ale paleoliticului din Europa. Printre siturile neolitice de vază se numără Grivac și Kusovac la vest, Divostin în mijloc, Dobrovodica și Rajac la est.

### Evul mediu
Slavii s-au stabilit în Balcani în sec. VI-VII. Šumadija este amplasată la nord-est de Raška, centrul Țaratului Sârb din epoca medievală. Nu se cunoaște cu exactitate pe unde trecea granița cu Hanatul Bulgar în sec. X. În anii 920, domnitorul Zaharija al Serbiei a unit mai multe triburi slave de-a lungul frontierei pentru a se răscula împotriva Bulgariei, față de care era vasal. Časlav (domnitor între 927 și 960) și Constantin Bodin (domnitor între 1081 și 1101) probabil au controlat părți din Šumadija. Mai târziu, partea sudică a regiunii a ajuns sub controlul marelui domnitor Stefan Nemanja și al dinastiei Nemanjić (1166–1371).
Cele trei părți care formeză centrul regiunii Šumadija (Gruža, Jasenica și Lepenica) au constituit cel mai probabil subdiviziuni administrative sau župe (comitate) în timpul administrației bizantine. Din acestea Gruža a fost menționată în sec. XI drept o provincie periferică. Provincia Lepenica, cu statutul de župa, a fost încorporată oficial în stăpânirile lui Stefan Nemanja în 1183, iar mai târziu acesta a oferit-o ca proprietate (metochion) ctitoriei sale, mănăstirea Hilandar, act pe care l-a confirmat prin crisobulul din 1198. Provincia Dendra, care era deținută de domnitorul sârb Desa (anii de domnie 1150-1166) a fost interpretată de unii cercetători ca fiind Šumadija sau Toplica, dar în final s-a tras concluzia că aceasta se afla în apropierea orașului Niš.
Statul medieval sârb și-a găsit sfârșitul odată cu căderea Despotatului Sârb, care avea în componența sa Šumadija, în sec. XV.

### Epoca modernă
Până la căderea Despotatului Serbiei, regiunea a fost avansată, bogată și dens populată, concluzie trasă din mărturiile călătorilor care au trecut prin Šumadija în perioada dată. Multe denumiri topografice care au supraviețuit până în prezent sunt dovadă a unor vechi așezări, biserici, mănăstiri (selište, crkvine, manastirine, kućerine, podrumine, varoševo, etc.), și cimitire. După ce Despotatul a căzut, situația s-a schimbat radical. Invazia otomană și multe alte evenimente care au avut loc în Šumadija până în sec. XIX sunt cauza principală a exodului populației. Înainte de sosirea otomanilor, oamenii și-au părăsit casele și s-au ascuns în munți și ravine, sau au plecat în alte direcții. Așezările au dispărut, bisericile și mănăstirile au fost distruse, și numărul populației a rămas în continuă scădere. Un vizitator pe nume Gerlach a descris calea de la Batočina spre Palanka în felul următor: ”Nu am găsit nicio urmă de așezare sau cultură, totul este cuprins de pustietate, nicio bucată de pământ nu este cultivată, nu există niciun sat”.

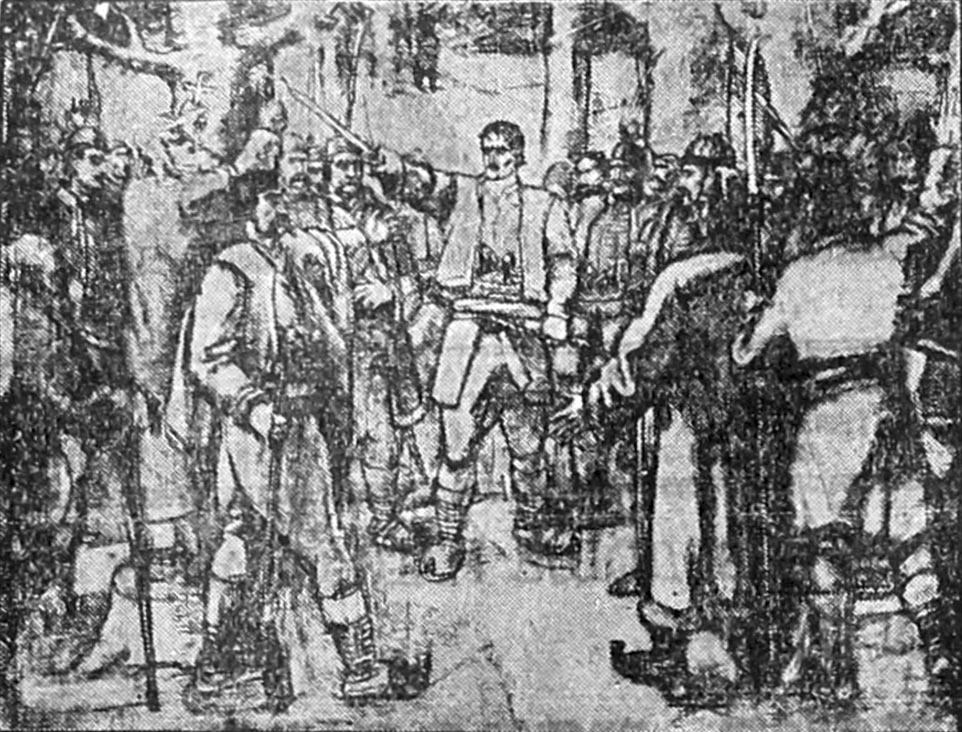
Prima Revoluție Sârbă a izbucnit în Šumadija (o ilustrare a Adunării de la Orašac).

Pavle Bakić, care avea moșii pe muntele Venčac, a plecat cândva între 1515 și 1522 ”împreună cu un grup mare de oameni în Ungaria”. Schweiger, care a trecut prin Serbia în 1577, a afirmat că începând din Kolar a călătorit ”printr-o regiune pustie, slab populată și prost lucrată, timp de trei zile descoperind doar cinci sate sărace”. Individual sau în grupuri, familii întregi au ales să-și părăsească ținutul natal și să treacă râurile (”preko” ceea ce înseamnă peste râuri) spre Syrmia, Banat, Bačka, Slavonia, Bosnia și alte regiuni. Această migrație a durat până la sfârșitul sec. XVIII, desfășurându-se din nou după 1813. În timpul războiului austro-turc (1787-1791), în 1788, locuitorii satelor Koraćice, Nemenikuća și Rogače au fugit și ei preko. Printre ei se afla și Milovan Vidaković, a cărui descriere sună astfel: ”ne uitam la satele prin și pe lângă care treceam, toate erau deja acoperite de iarbă, fără niciun suflet viu prin ele, totul a dispărut; viile, grădinile, pășunile, toate sunt pustii, zăcând în buruieni”. Multe alte emigrări au urmat după 1813. De exemplu, după eșecul Primei Revoluții Sârbe în 1813 părinții activistului Ilija Milosavljević-Kolarac au fugit preko împreună cu mulți țărani din calea armatei otomane. Aceștia au trecut Dunărea la Orašac și s-au stabilit în Crepaja, de unde mai târziu aveau să se întoarcă la casele lor.
Pe lângă emigrarea poulației a existat și imigrație într-o anumită măsură, a cărei intesitate a depins de circumstanțele care dominau la moment în Šumadija. După războiul austro-turc și crearea frontierei lui Koča, atunci când Šumadija a avut o situație mai favorabilă, regiunea a cunoscut un influx crescător de coloniști, apogeul fiind atins la puțin timp după izbucnirea Primei Revoluții Sârbe (1804). Šumadija și-a primit majoritatea populației sale în primele decenii ale sec. XIX. Fiind o regiune abia eliberată, fertilă și până atunci slab populată, aceasta a atras cu certitudine coloniști.
Pe parcursul sec. XVIII, pădurile și dealurile din Šumadija au servit drept ascunzători pentru bandele de haiduci (tâlhari, rebeli, luptători de gherilă) care luptau împotriva ocupației otomane. O parte din Sangeacul Smederevo care includea întreaga regiune Šumadija a fost eliberată de armata austriacă în 1718, acolo fiind format drept rezultat Regatul Serbiei (1718-1739). După războiul ruso-austro-turc (1735-1739), sangeacul a fost restabilit. În 1788, detașamentele de frajkori organizate de habsburgi au eliberat Šumadija, care împreună cu restul sangeacului a ajuns sub ocupație habsburgică (1788-1792) atunci când armata austriacă a decis să se implice. În cadrul Primei Revoluții Sârbe, declanșată în 1804, rebelii sârbi sub conducerea lui Karađorđe Petrović, eroul național al Serbiei născut în Šumadija, au eliberat regiunea. A Doua Revoluție Sârbă (1815) a fost condusă de Miloš Obrenović, care a respins cu succes forțele otomane, obținând până în 1830 autonomie deplină, fapt ce a dus la independența Serbiei centrale după secole de ocupație otomană.

### Epoca contemporană
Între 1922 și 1929 una dintre unitățile administrative ale Regatului Iugoslaviei a fost Šumadijska Oblast. Aceasta includea aproximativ teritoriul actual al districtului Šumadija cu reședința administrativă la Kragujevac, care este și capitala districtului din prezent.

## Așezări urbane
Următoarea listă include orașe cu o populație mai mare de 15.000 de locuitori:
- Kragujevac (150,835)
- Čačak (73,331)
- Smederevo (64,175)
- Jagodina (37,282)
- Lazarevac (26,006)
- Aranđelovac (24,797)
- Gornji Milanovac (24,216)
- Mladenovac (23,609)
- Smederevska Palanka (23,601)
- Velika Plana (16,078)

## Cultură
Cel mai răspândit costum popular în Serbia este cel din Šumadija. Acesta include pălăria națională, Šajkača, și încălțămintea tradițională din piele, opincile. Sătenii mai în vârstă poartă în continuare costumele lor tradiționale.
Regiuna fertilă Šumadija este bine cunoscută pentru prunele sale, iar șlibovița, un rachiu de prune, este băutura națională a Serbiei. Prunele și produsele din prune au o importanță deosebită pentru sârbi și fac parte din numeroase obiceiuri. Serbia este cel mai mare exportator de șliboviță din lume, și al doilea cel mai mare producător de prune din lume.

## Antropologie

### Cercetările lui J. Cvijić
Cercetările lui J. Cvijić au vizat 8.894 de familii cu 52.475 de gospodării din diferite părți ale regiunii Šumadija (Kačer, Gruža, Lepenica, Kragujevačka Jasenica, Smederevsko Podunavlje și Jasenici), Kosmaj și satele din jurul Belgradului. Din acestea doar 464 familii cu 3.603 gospodării erau ”vechi” (starinci, numiți și ”indigeni”), ceea ce este apropiat de numărul familiilor de origine necunoscută (470 familii cu 2.464 de gospodării), restul populației fiind coloniști (7.960 de familii, 46.408 de gospodării). Šumadija a fost colonizată de oameni din toate regiunile Regatului Iugoslaviei de atunci, dar marea parte au venit din regiunile dinarice, inclusiv Muntenegru, Bosnia și Herțegovina, din Raška și Sandžak, Dalmația și Lika. Mai puțini au sosit din Kosovo, Metohia și restul regiunilor iugoslave.
Conform studiilor lui J. Cvijić, aproape 90% din familiile din Šumadija erau descendenții familiilor de coloniști din diferite grupuri etnografice sârbe. Grupul dinaric era predominant, celelalte regiuni slave de sud fiind prezente în proporții mai mici. Populația diversă s-a amestecat și s-a nivelat reciproc creând astfel un grup etnografic (Šumadinci) cu trăsături psihice specifice.
Cvijić a descris caracterul frapant al acestor Šumadinci ca fiind ”ceva foarte puternic, îndrăzneț, activ și cu nervi sănătoși”, remarcând că mulți dintre ei erau capabili, ”reușind în orice”, și că ”apar din ce în ce mai multe personalități cu voință mare”; ”observatorii străini ar avea impresia că toți prosperă cu o tenacitate și persistență de nestăpânit”; ”tradiționalismul rigid a dispărut aproape complet. Toți se adaptă la noi moduri de viață. Se dedică mai puțin timp vorbei, poemelor și preferințelor epice spre deosebire de popoarele dinarice pure”. Printre altele, trebuie de menționat că un šumadinac ”are bun simț, este măsurat și cu picioarele pe pământ. Ei știu cum să aprecieze lucrurile și evenimentele just și fără mânie când sunt complet conștienți de acestea. Au demonstrat că sunt popor onest și cu simțul umorului.